# Tolmomyias
Genre
Tolmomyias est un genre de passereaux de la famille des Tyrannidés. Il se trouve à l'état naturel dans le Nord de l'Amérique du Sud,,, au Mexique et en Amérique centrale,.

## Liste des espèces
Selon la classification de référence du Congrès ornithologique international (version 9.1, 2019) :
- Tolmomyias sulphurescens (von Spix, 1825) – Platyrhynque jaune-olive
  - Tolmomyias sulphurescens cinereiceps (Sclater, PL, 1859)
  - Tolmomyias sulphurescens flavoolivaceus (Lawrence, 1863)
  - Tolmomyias sulphurescens berlepschi (Hartert & Goodson, 1917)
  - Tolmomyias sulphurescens exortivus (Bangs, 1908)
  - Tolmomyias sulphurescens asemus (Bangs, 1910)
  - Tolmomyias sulphurescens confusus Zimmer, JT, 1939
  - Tolmomyias sulphurescens duidae Zimmer, JT, 1939
  - Tolmomyias sulphurescens aequatorialis (von Berlepsch & Taczanowski, 1884)
  - Tolmomyias sulphurescens cherriei (Hartert & Goodson, 1917)
  - Tolmomyias sulphurescens peruvianus (Taczanowski, 1875)
  - Tolmomyias sulphurescens insignis Zimmer, JT, 1939
  - Tolmomyias sulphurescens mixtus Zimmer, JT, 1939
  - Tolmomyias sulphurescens inornatus Zimmer, JT, 1939
  - Tolmomyias sulphurescens pallescens (Hartert & Goodson, 1917)
  - Tolmomyias sulphurescens grisescens (Chubb, C, 1910)
  - Tolmomyias sulphurescens sulphurescens (von Spix, 1825)

- Tolmomyias traylori Schulenberg & Parker, TA, 1997 – Platyrhynque de Traylor

- Tolmomyias assimilis (Pelzeln, 1868) – Platyrhynque à miroir
  - Tolmomyias assimilis neglectus Zimmer, JT, 1939
  - Tolmomyias assimilis examinatus (Chubb, C, 1920)
  - Tolmomyias assimilis obscuriceps Zimmer, JT, 1939
  - Tolmomyias assimilis clarus Zimmer, JT, 1939
  - Tolmomyias assimilis assimilis (Pelzeln, 1868)
  - Tolmomyias assimilis sucunduri Whitney, BM, Schunck, Rêgo & Silveira, 2013
  - Tolmomyias assimilis paraensis Zimmer, JT, 1939
  - Tolmomyias assimilis calamae Zimmer, JT, 1939

- Tolmomyias flavotectus (Hartert, 1902) – Tyranneau à ailes jaunes

- Tolmomyias poliocephalus (Taczanowski, 1884) – Platyrhynque poliocéphale
  - Tolmomyias poliocephalus klagesi (Ridgway, 1906)
  - Tolmomyias poliocephalus poliocephalus (Taczanowski, 1884)
  - Tolmomyias poliocephalus sclateri (Hellmayr, 1903)

- Tolmomyias flaviventris (zu Wied-Neuwied, 1831) – Platyrhynque à poitrine jaune
  - Tolmomyias flaviventris aurulentus (Todd, 1913)
  - Tolmomyias flaviventris dissors Zimmer, JT, 1939
  - Tolmomyias flaviventris flaviventris (zu Wied-Neuwied, 1831)

- Tolmomyias viridiceps (Sclater, PL & Salvin, 1873) – Platyrhynque à face olive
  - Tolmomyias viridiceps viridiceps (Sclater, PL & Salvin, 1873)
  - Tolmomyias viridiceps zimmeri Bond, 1947
  - Tolmomyias viridiceps subsimilis Carriker, 1935